# Mamacita
Mamacita – siódmy album studyjny południowokoreańskiej grupy Super Junior, wydany cyfrowo 29 sierpnia 2014 roku przez SM Entertainment. Był promowany przez singel „Mamacita”. Ukazał się w dwóch wersjach fizycznych – wersja A ukazała się 1 września, a 12 września ukazała się wersja B.
Mamacita został nagrany w dziesięcioosobowym składzie – nagrany po powrocie członków Leeteuka i Heechula z obowiązkowej służby wojskowej. W niektórych utworach użyto wokalu Yesunga, który nadal pełnił służbę wojskową podczas produkcji albumu.
Sprzedał się w liczbie ponad 265 781 egzemplarzy (stan na grudzień 2014).

## Lista utworów
| CD  | CD                                                                                                 | CD                                      | CD                                                     | CD      |
| Nr  | Tytuł utworu                                                                                       | Tekst                                   | Muzyka                                                 | Długość |
| --- | -------------------------------------------------------------------------------------------------- | --------------------------------------- | ------------------------------------------------------ | ------- |
| 1.  | „MAMACITA (Ayaya)” (kor. MAMACITA (아야야; Ayaya))                                                 | Yoo Young-jin                           | DOM, Yoo Young-jin, Lee Hyun-seung, J.SOL, Teddy Riley | 3:27    |
| 2.  | „Chumeul Chunda (Midnight Blues)” (kor. 춤을 춘다 (Midnight Blues))                                | Shin Jin-hye, Lee Yoo-jin               | Jason Gill, Curtis Richa, Emanuel Olsson               | 4:21    |
| 3.  | „Baegilmong (Evanesce)” (kor. 백일몽 (Evanesce))                                                   | Misfit                                  | DOM, Kim Taesung, Andrew Choi, Teddy Riley             | 3:44    |
| 4.  | „Sarang-i Meotji Ankyeo (Raining Spell for Love)” (kor. 사랑이 멎지 않게 (Raining Spell for Love)) | Jung Ju-hee                             | DOM, Lee Hyun-seung, J.SOL, Teddy Riley                | 3:22    |
| 5.  | „Shirt”                                                                                            | Lee Dong-hae, Team One Sound            | Lee Dong-hae,Team One Sound                            | 3:28    |
| 6.  | „This Is Love”                                                                                     | Kim Ji-won, Cho Yoon-kyung              | Kim Ji-hu, Park Seul-gi, Lola Fair, Nermin Harambasic  | 3:49    |
| 7.  | „Let's Dance”                                                                                      | Seo Ji-eum                              | Im Kwang-wook, Ylva Dimberg, Nermin Harambasic         | 3:45    |
| 8.  | „Too Many Beautiful Girls”                                                                         | Kim In-hyung, Shin Jin-hye, Lee Seu-ran | Chris Young, Andy Jackson                              | 3:20    |
| 9.  | „Hwanjeolgi (Mid-season)” (kor. 환절기 (Mid-season))                                               | Hwang Hyun                              | Hwang Hyun                                             | 4:01    |
| 10. | „Islands”                                                                                          | Seo Ji-eum, Lee Yoo-jin, Cho Yoon-kyung | Ricky Hanley, Alex Holmgren, Andreas Stone Johansson   | 4:27    |

## This Is Love
23 października 2014 roku album został wydany ponownie pod nowym tytułem This Is Love i zawierał dodatkowo trzy nowe utwory, w tym główny singel – sceniczna wersja piosenki „This Is Love”. Sprzedał się w liczbie ponad 143 515 egzemplarzy (stan na grudzień 2014).

### Lista utworów
| CD  | CD                                                                                                 | CD                                      | CD                                                     | CD      |
| Nr  | Tytuł utworu                                                                                       | Tekst                                   | Muzyka                                                 | Długość |
| --- | -------------------------------------------------------------------------------------------------- | --------------------------------------- | ------------------------------------------------------ | ------- |
| 1.  | „This Is Love” (Stage Ver.)                                                                        | Kim Ji-won, Cho Yoon-kyung              | Kim Ji-hu, Park Seul-gi, Lola Fair, Nermin Harambasic  | 4:07    |
| 2.  | „Hit Me Up”                                                                                        | Teddy Riley, DOM, Lee Hyun-seung        |                                                        | 3:24    |
| 3.  | „MAMACITA (Ayaya)” (kor. MAMACITA (아야야; Ayaya))                                                 | Yoo Young-jin                           | DOM, Yoo Young-jin, Lee Hyun-seung, J.SOL, Teddy Riley | 3:27    |
| 4.  | „Chumeul Chunda (Midnight Blues)” (kor. 춤을 춘다 (Midnight Blues))                                | Shin Jin-hye, Lee Yoo-jin               | Jason Gill, Curtis Richa, Emanuel Olsson               | 4:21    |
| 5.  | „Don't Leave Me”                                                                                   | Choi Si-won、Iconic Sounds              | Choi Si-won、220, Iconic Sounds                        | 3:41    |
| 6.  | „Jung (...ing)” (kor. 중 (...ing) (wyk. Super Junior-K.R.Y.)                                       | Park Chang-hyun                         | Park Chang-hyun                                        | 4:16    |
| 7.  | „Baegilmong (Evanesce)” (kor. 백일몽 (Evanesce))                                                   | Misfit                                  | DOM, Kim Taesung, Andrew Choi, Teddy Riley             | 3:44    |
| 8.  | „Sarang-i Meotji Ankyeo (Raining Spell for Love)” (kor. 사랑이 멎지 않게 (Raining Spell for Love)) | Jung Ju-hee                             | DOM, Lee Hyun-seung, J.SOL, Teddy Riley                | 3:22    |
| 9.  | „Shirt”                                                                                            | Lee Dong-hae, Team One Sound            | Lee Dong-hae,Team One Sound                            | 3:28    |
| 10. | „Let's Dance”                                                                                      | Seo Ji-eum                              | Im Kwang-wook, Ylva Dimberg, Nermin Harambasic         | 3:45    |
| 11. | „Too Many Beautiful Girls”                                                                         | Kim In-hyung, Shin Jin-hye, Lee Seu-ran | Chris Young, Andy Jackson                              | 3:20    |
| 12. | „Hwanjeolgi (Mid-season)” (kor. 환절기 (Mid-season))                                               | Hwang Hyun                              | Hwang Hyun                                             | 4:01    |
| 13. | „Islands”                                                                                          | Seo Ji-eum, Lee Yoo-jin, Cho Yoon-kyung | Ricky Hanley, Alex Holmgren, Andreas Stone Johansson   | 4:27    |

## Notowania

### Mamacita
| Lista                    | Pozycja |
| ------------------------ | ------- |
| Gaon Weekly Album Chart  | 1       |
| Gaon Monthly Album Chart | 1       |
| Gaon Yearly Album Chart  | 3       |
| Five Music (Tajwan)      | 1       |
| Billboard World Albums   | 1       |

### This Is Love
| Lista                    | Pozycja |
| ------------------------ | ------- |
| Gaon Weekly Album Chart  | 1       |
| Gaon Monthly Album Chart | 1       |
| Gaon Yearly Album Chart  | 7       |
| Five Music (Tajwan)      | 1       |